# Ophiorrhiza palustris
Ophiorrhiza palustris är en måreväxtart som beskrevs av Theodoric Valeton. Ophiorrhiza palustris ingår i släktet Ophiorrhiza och familjen måreväxter. Inga underarter finns listade i Catalogue of Life.